# Ephemera purpurata
Ephemera purpurata is een haft uit de familie Ephemeridae. De wetenschappelijke naam van de soort is voor het eerst geldig gepubliceerd in 1919 door Ulmer.
De soort komt voor in het Oriëntaals gebied.